# الكنيسة الأسقفية الميثودية
الكنيسة الأسقفية الميثودية (MEC) (بالإنجليزية: Methodist Episcopal Church) هي أقدم وأكبر طائفة ميثودية في الولايات المتحدة منذ تأسيسها عام 1784م حتى عام 1939م، وكانت أول طائفة دينية في الولايات المتحدة تنظم نفسها على أساس وطني.